# 群馬県道320号中小泉停車場線
群馬県道320号中小泉停車場線（ぐんまけんどう320ごう なかこいずみていしゃじょうせん）は、群馬県邑楽郡大泉町の小泉町駅から群馬県道142号綿貫篠塚線に至る一般県道である。

## 概要
本路線は、大泉町の小泉町駅と群馬県道142号綿貫篠塚線（旧国道354号）を結ぶ460m程の道路である。道路は群馬県道38号足利千代田線と並行して走る。

### 路線データ
- 起点 : 群馬県邑楽郡大泉町城之内2丁目/東小泉3丁目（小泉町駅）[注釈 1]
- 終点 : 群馬県邑楽郡大泉町中央1,3丁目/東小泉3丁目（群馬県道142号綿貫篠塚線交点〈小泉駅入口交差点〉）[注釈 2]
- 総延長 : 0.4647 km[1]
- 実延長 : 0.4647 km[1]

## 歴史
- 1959年（昭和34年）9月18日：群馬県より現・道路法に基づき、県道中小泉停車場線（中小泉停車場(現・小泉町駅) - 県道館林境線[注釈 3]交点〈邑楽郡大泉町〉、整理番号111）が路線認定される[2]。
  - 同日、前身路線にあたる県道小泉停車場下小泉線（小泉停車場 - 邑楽郡大泉町、整理番号186）が路線廃止される[3]。

## 地理

### 通過する自治体
- 群馬県
  - 邑楽郡大泉町

### 沿線
- 小泉町駅（東武小泉線）（大泉町城之内2丁目）